# Мокшець (Підкарпатське воєводство)
Мокшець (пол. Mokrzec) — село в Польщі, у гміні Пільзно Дембицького повіту Підкарпатського воєводства.
Населення — 223 особи (2011).
У 1975-1998 роках село належало до Тарновського воєводства.

## Демографія
Демографічна структура станом на 31 березня 2011 року:
|          | Загалом | Допрацездатний вік | Працездатний вік | Постпрацездатний вік |
| -------- | ------- | ------------------ | ---------------- | -------------------- |
| Чоловіки | 117     | 25                 | 84               | 8                    |
| Жінки    | 106     | 15                 | 68               | 23                   |
| Разом    | 223     | 40                 | 152              | 31                   |